# Battaglia di Şarköy
La battaglia di Şarköy fu un conflitto tra le truppe bulgare e ottomane della prima guerra balcanica, avvenuto dall'8 al 10 febbraio (dal 26 al 28 gennaio del calendario giuliano) del 1913 nella città di Sharkyoi, sulla costa settentrionale del Mar di Marmara. Il comando ottomano sbarcò il suo decimo corpo nella parte posteriore della 7ª divisione di fanteria bulgara di Rila bloccando la penisola di Gallipoli. Lo sbarco fu respinto da diverse unità bulgare della 4ª armata, comandate dal maggiore generale Stilian Kovachev.

## Sharkoy nei piani del comando ottomano
Il 29 gennaio 1913 ebbe luogo un colpo di stato nell'Impero ottomano, guidato dal leader dei Giovani Turchi Ismail Enver. Cinque giorni dopo (il 3 febbraio), il nuovo governo riprese le ostilità contro la Lega Balcanica. Le truppe ottomane passarono all'offensiva contro le posizioni bulgare vicino a Çatalca (nei pressi di Costantinopoli) e a Bulair (vicino Gallipoli) per redimere l'assedio di Edirne. Lo sbarco a Sharkoy nelle retrovie delle principali forze bulgare avrebbe contribuito al successo di queste operazioni.

## Battaglia
Il 7 febbraio il decimo corpo ottomano composto di 15 000 soldati fu caricato da Santo Stefano (l'odierna Yeşilköy), a Costantinopoli e da molti altri porti su 32 navi da trasporto. Si avvicinarono al luogo dello sbarco sotto la copertura di uno squadrone militare di tre incrociatori corazzati e di diverse navi più piccole. Lo sbarco doveva iniziare alle 7 del mattino dell'8 febbraio, in contemporanea all'offensiva di Bulair. Tuttavia, lo scarico delle truppe iniziò solo alle 13:00, 3 km a ovest di Sharkoy, in un tratto di costa non sorvegliato dalle truppe bulgare. Le forze ottomane avanzarono a est, a nord e vicino alla città e incontrarono due squadre della milizia macedone-Edirne. Nonostante la superiorità numerica ottomana, tuttavia riuscirono a rimanere a Sharkoy fino a sera, quando si ritirarono in maniera organizzata.
Nonostante il maltempo, il 9 febbraio sbarcarono nuove truppe ottomane. Il comando bulgaro trasferì nell'area delle ostilità le principali unità della milizia macedone-Edirne (al comando del maggiore generale Nikola Genev), la seconda brigata della seconda divisione di fanteria tracia e il 50º reggimento di fanteria. Il 10 febbraio, le truppe bulgare lanciarono un'offensiva e spinsero le forze ottomane sulle rive del Mar di Marmara. A quel tempo divenne chiaro che l'offensiva ottomana da Gallipoli era stata sventata nella battaglia di Bulair. La continuazione dello sbarco divenne inutile e gli ottomani si ritirarono. Sotto i pesanti bombardamenti dell'artiglieria bulgara, il decimo corpo fu nuovamente caricato sulle navi e trasferito a Gallipoli.